# Asmate schawerdae
Asmate schawerdae là một loài bướm đêm trong họ Geometridae.